# Voja
El Voja - Вожа (rus) - és un riu de Rússia. Passa per l'óblast de Riazan, és un afluent de l'Okà. Fa 103 km de llargària, els seus afluents principals són el Palnaia, el Brovka, el Metxa i el Serenka. Passa per la ciutat de Ríbnoie.